# گورستان جوزدر ۲
قبرستان جوزدر ۲ مربوط به سده‌های اولیه دوران‌های تاریخی پس از اسلام است و در شهرستان کنارک، بخش زرآباد، دهستان کاروان، ۵۰ کیلومتری غرب جوزدر واقع شده و این اثر در تاریخ ۲۶ اسفند ۱۳۸۷ با شمارهٔ ثبت ۲۵۸۹۵ به‌عنوان یکی از آثار ملی ایران به ثبت رسیده است.